# Tim Wakefield
Tim Wakefield (Melbourne, Florida; 2 de agosto de 1966-Massachussetts, 1 de octubre de 2023) fue un beisbolista estadounidense que jugó diecisiete temporadas con dos equipos en la MLB en la posición de pitcher. Conocido por ser lanzador de bola de nudillos, ganó dos anillos de Serie Mundial y el Premio Roberto Clemente en 2010.
Cuando se retiró a los 45 años después de diecinueve temporadas en la MLB, Wakefield era el jugador activo de mayor edad en las ligas mayores. [2] Wakefield ganó el juego número 200 de su carrera el 13 de septiembre de 2011, y ocupa el tercer lugar en victorias en la historia de la franquicia de los Red Sox (186), detrás de Cy Young y Roger Clemens. Es segundo en victorias de todos los tiempos en Fenway Park con 97, detrás de las cien de Clemens, y es el líder de todos los tiempos en entradas lanzadas por un lanzador de los Red Sox, con 3,006, habiendo superado el total de 2,777 de Clemens el 8 de junio de 2010. Wakefield fue All-Star en 2009 y ganó el Premio Roberto Clemente en 2010.

## Primeros años
Wakefield nació en Melbourne, Florida, el 2 de agosto de 1966. Asistió a la escuela secundaria Eau Gallie y luego al Instituto de Tecnología de Florida, donde jugó béisbol universitario para los Florida Tech Panthers. En Florida Tech, fue nombrado el jugador más valioso del equipo de los Panthers como primera base en su segundo y tercer año. Estableció un récord de los Panthers en una sola temporada con veintidós jonrones, así como el récord de jonrones de su carrera con 40. En 2006, la universidad retiró su número de uniforme, el número 3.

## Carrera

### Universidad
A nivel universitario jugó para los Florida Tech Panthers en la posición de primera base, con los que en su año de novato conectó 22 cuadrangulares, y al año siguiente conectó 40, por lo que luego de salir de la universidad le fue retirado el número 3 que utilizó.

## Profesional

### Pittsburgh Pirates
Sería seleccionado en la octava ronda del Draft de 1988 de la MLB por los Pittsburgh Pirates como primera base recibiendo un salario de $15 000 más bonos como parte de las ligas menores, pero un scout al verlo en el equipo filial AA notó que a pesar de ser un jugador de posición tenía la capacidad para lanzar la bola de nudillos. Al año siguiente pasó a ser pitcher con el equipo A de Salem Red Sox, y después lideró todas las categorías de lanzador de los filiales de Pirates.
En 1992 sería llamado por los Pittsburgh Pirates, donde en su debut lanzó un juego completo ante los St. Louis Cardinals donde ponchó a 10 bateadores y realizó 146 lanzamientos.
Wakefield ayudó a los Pirates a llegar a los playoffs, con los que en 13 partidos tuvo un récord de 8–1 y 2.15 de ERA, lo que le valió a ganar el premio de Novato del Año por The Sporting News. Luego de ganar la National League East, los Pirates enfrentaron a los Atlanta Braves por la Serie de Campeonato de la Liga Nacional. Wakefield ganó sus dos aperturas ante el lanzador de los Braves Tom Glavine, lanzando juegos completos de cinco hits en el Juego 3 y en el Juego 6. Los Braves anotaron tres carreras ante el relevista Stan Belinda para llegar a la Serie Mundial de 1992 que perderían ante los Toronto Blue Jays.
Los Pirates eligieron a Wakefield para lanzar en el Opening Day (Inauguración de la temporada) de la temporada de 1993. Wakefield otorgó nueve bases por bola en ese partido. Luego de perder su puesto en la rotación de abridores, Wakefield sería enviado al equipo de filial AA en julio. Lo llamarían de nuevo en septiembre pero solo por el final de la temporada, ya que su récord terminó siendo de a 6–11 con 5.61 de ERA.
En la temporada de 1994 estuvo con el equipo de Triple-A de Buffalo. Lideró la liga en derrotas, bases por bola y cuadrangulares permitidos. Wakefield sería llamado por los Pirates en septiembre pero no jugó por la huelga de jugadores en ese año. Los Pirates dejarían en libertad a Wakefield el 20 de abril de 1995.

### Boston Red Sox
Seis días después de que los Pirates lo liberaran, Wakefield sería contratado por los Boston Red Sox. Trabajó con Phil y Joe Niekro, dos lanzadores retirados expertos en los lanzamientos de bola de nudillos, que le sugirieron que principalmente se enfocara en ese estilo de lanzamiento. Con el equipo de Triple-A Pawtucket Red Sox, Wakefield tuvo marca de 2–1 con 2.52 de ERA.

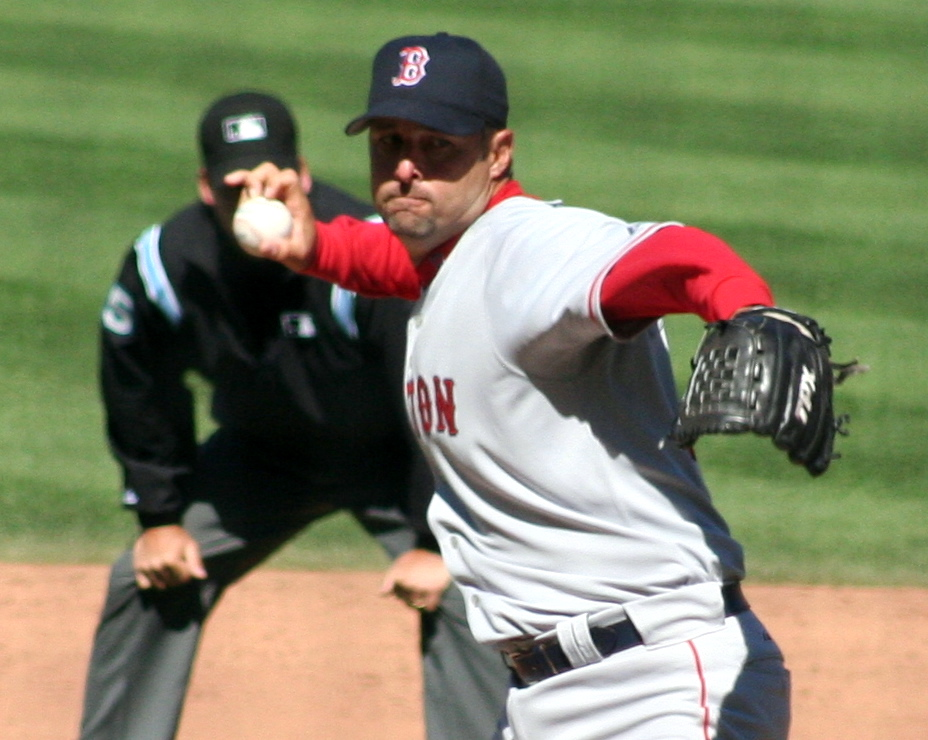
Wakefield lanzando una bola de nudillo.

Con la rotación de abridores de los Boston Red Sox llena de lesionados y que solo contaba con Roger Clemens y Aaron Sele disponibles a inicio de la temporada de 1995, Wakefield sería llamado del Triple-A para ser uno de los abridores. Inició con 1.65 de ERA y un récord de 14–1 en 17 partidos, seis de los cuales fueron juegos completos. Terminaría la temporada con marca de 16–8 y 2.95 de ERA, ayudando a los Red Sox a ganar la American League East, y para Sporting News ganó el premio al Regreso del Año de la Liga Americana. Terminaría en tercer lugar de la votación por el Premio Cy Young de la Liga Americana.
En las siguientes tres temporadas (1996–1998), Wakefield ganó 43 partidos y su efectividad en esos años fueron de 5.14, 4.25 y 4.58 respectivamente como abridor. En 1997 lideró la Major League Baseball por golpear a 16 bateadores con lanzamientos. Eso se repetiría en 2001 cuando golpeó a 18 bateadores.
En 1999 el cerrador de los Red Sox Tom Gordon se lesiona y el mánager Jimy Williams colocó a Wakefield como cerrador durante la mitad de la temporada. El 10 de agosto de 1999 se uniría a un selecto grupo de lanzadores que ponchó a cuatro bateadores en una entrada. Debido al efecto de la bola de nudillo, concedía muchos passed ball, algo que varios lanzadores de ese estilo comparten. Tuvo 15 salvamentos antes de que Derek Lowe apareciera como el nuevo cerrador y Wakefield regresó a la rotación de abridores.
Debido al resultado entrando desde el bullpen, Wakefield pasaría rotando entre abridor y relevista por las siguientes tres temporadas (2000–2002). Tuvo 15 aperturas en 2002.
Wakefield pasaría a formar parte de la rotación de abridores de Boston de manera permanente en 2003. En la Serie de Campeonato de la Liga Americana de 2003, Wakefield permitió cuatro carreras en 14 entradas ante los New York Yankees. Inició los juegos 1 y 4 de la serie ante Mike Mussina, ganando ambos. También fue llamado como relevista en extra innings en el juego 7 luego de que los Yankees empataron el partido. Los Red Sox ganaban 5–2 en el octavo inning. Luego de retirar a los tres bateadores en la décima entrada, Wakefield permitió un home run de Aaron Boone en el primer lanzamiento de la undécima, con el que los Yankees llegaron a la Serie Mundial de 2003 que terminaron perdiendo ante los Florida Marlins. Wakefield pidió disculpas luego del partido.

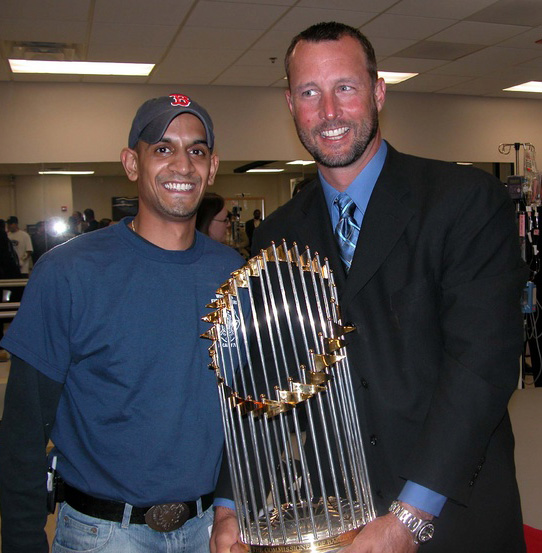
Wakefield (derecha) levantando el trofeo de la Serie Mundial de 2004.

En 2004 Wakefield ayudó a los Red Sox a ganar la ALCS ante los Yankees para llegar a la World Series. Los Red Sox habían perdido los primeros dos partidos de la Serie de Campeonato de la Liga Americana cuando Wakefield pidió lanzar pocas entradas en el juego 3 para poder ayudar al equipo más adelante. Solo lanzó 3 1⁄3 innings para poder estar listo para el juego 4. Derek Lowe abrió el juego 4 en su lugar cuando Red Sox ganó. En el juego 5 Wakefield volvería a aparecer desde el bullpen y terminó ganando el partido que se fue hasta la entrada 14, poniendo tres innings en 0 para que los Red Sox ganaran 5–4. Los Red Sox vencieron a los Yankees para llegar a la Serie Mundial. Lanzaría en juego 1, pero se iría sin decisión en la victoria de Boston ante los St. Louis Cardinals 11–9, siendo ese el juego 1 de una Serie Mundial con más carreras en total en la historia. Los Red Sox vencerían a los Cardinals para ganar su primera Serie Mundial en 86 años.
El 19 de abril de 2005 Wakefield tuvo una extensión de contrato por $4 millones, siendo la primera extensión por los Red Sox para que Wakefield permaneciera con el equipo por el resto de su carrera. En la temporada de 2005 Wakefield lideró a los Red Sox en victorias con 16 y 4.15 de ERA. El 11 de septiembre de 2005 impuso un récord personal en ponches (12) en un juego completo con derrota de 0-1 ante los New York Yankees.
En 2007 terminó con récord de 17–12 pero quedaría fuera de la rotación de los Red Sox en la Serie Mundial de 2007 por una lesión en el hombro de lanzar a finales de septiembre.
Sus 12 passed balls fueron la mayor cantidad en la temporada 2008.
Wakefield jugaría su temporada 15 con los Boston Red Sox en 2009. El 15 de abril de 2009 Wakefield tenía un partido sin hits y tendría la victoria en un juego completo. Con 42 años se convertiría en el lanzador más viejo de los Red Sox en lanzar un juego completo, el cual rompería él mismo en su siguiente apertura, la cual fue de siete entradas a causa de que el partido fue suspendido por lluvia.
Wakefield tenía un récord de 10–3 hasta el 27 de junio. Con su apertura el 3 de julio de 2009 Wakefield superaría a Roger Clemens con la mayor cantidad de aperturas en la historia de la franquicia. Luego de tener al menos 10 victorias a mitad de temporada, fue seleccionado al Juego de la Estrellas. El 5 de julio de 2009 sería el segundo jugador más viejo en debutar en el Juego de las Estrellas con 42 años, solo superado por Satchel Paige con 45. Antes de la pausa del Juego de las Estrellas, Wakefield lideraba la liga con récord de 11–3. Wakefield no participó en St. Louis ya que Joe Maddon no lo vio necesario. El 21 de julio Wakefield pasó a la lista de lesionados por una lesión en la espalda baja. Regresaría el 26 de agosto ante los Chicago White Sox, donde lanzó siete innings, permitió una carrera y salió si decisión.
Wakefield inició en la rotación de abridores para la temporada 2010 hasta que Daisuke Matsuzaka regresó a la lista de lesionados. Luego regresaría a la rotación debido a la lesión de Josh Beckett. El 12 de mayo Wakefield se unió al grupo de los 2,000 ponches en su carrera luego de ponchar a Vernon Wells de los Toronto Blue Jays en la derrota por 2-3. Se uniría a Jamie Moyer, Javier Vázquez y Andy Pettitte como los únicos lanzadores activos con al menos 2,000 ponches. El 8 de junio Wakefield superó a Roger Clemens por la mator cantidad de entradas lanzadas en los Red Sox. Lo lograría en una victoria por 3–2 ante los Cleveland Indians. El 13 de junio Wakefield se uniría a Moyer y a Pettitte como los únicos lanzadores activos con al menos 3,000 entradas lanzadas. Hizo el récord ante Shane Victorino de los Philadelphia Phillies con un elevado al jardín izquierdo. El 2 de julio rompería otro récord de Clemens, el de partidos iniciados en el Fenway Park; donde lanzó ocho entradas en la victoria por 3–2 ante los Baltimore Orioles.
El 8 de septiembre ante los Tampa Bay Rays se convertiría en el lanzador más viejo de los Red Sox en ganar un partido; también sería el jugador más viejo de los Red Sox en disputar un partido en Fenway Park. El 28 de octubre antes del juego 2 de la Serie Mundial de 2010, Wakefield recibió el premio Roberto Clemente.
En 2011, Wakefield apareció en el documental Knuckleball! Wakefield inició la temporada con Red Sox como relevista, pero por las lesiones de John Lackey y Daisuke Matsuzaka pasó a ser abridor.
El 11 de mayo de 2011 Wakefield lanzó 1 1⁄3 como relevista ante los Toronto Blue Jays en la derrota por 3-9 en el Rogers Centre, por lo que con 44 años y 282 días sería el jugador más viejo en jugar para los Red Sox. Luego del receso del Juego de las Estrellas, Wakefield tuvo marca de 5–3 con 4.74 de ERA. El 24 de julio de 2011 ante los Seattle Mariners, Wakefield obtuvo su ponche 2,000 con los Red Sox ante Mike Carp; además de su victoria 199 de por vida.
Luego de varios intentos lograría su victoria 200 al vencer 18–6 a los Toronto Blue Jays en Fenway Park el 13 de septiembre de 2011. Boston quedaría eliminado de los playoffs por una victoria, y Wakefield terminó con marca de 7–8 con 5.12 de ERA.
Para la temporada 2012 a Wakefield le ofrecieron un contrato de ligas menores, con invitación para los entrenamientos de primavera, pero Wakefield anunciraía su retiro el 17 de febrero de 2012.
Wakefield terminó su carrera con los Red Sox como el tercer lugar de la clasificación histórica de la franquicia en victorias (detrás de Roger Clemens y Cy Young), segundo en ponches (detrás de Clemens), segundo en apariciones como pitcher (detrás del relevista Bob Stanley), primero en aperturas como pitcher, y primero en innings lanzados.

### Cácher personal
Debido a la dificultad de recibir lanzamientos de nudillo, los Red Sox a veces necesitaban a un cácher especialista en defensa para ser el cácher donde Wakefield era abridor debido a que Jason Varitek no era bueno en defensa. Por varios años su cácher personal fue Doug Mirabelli, que utilizaba un guante similar al que usan en softball para recibir los lanzamientos de Wakefield. Josh Bard por algún tiempo tuvo esa tarea durante el primer mes de la temporada 2006 antes de que Boston recontratara a Mirabelli luego de un cambio con los San Diego Padres. Cuando Mirabelli fue liberado en el verano de 2008, el cácher de Wakefield fue Kevin Cash. George Kottaras pasó a ser su cácher personal en 2009. Luego Víctor Martínez fue adquirido por los Red Sox el 31 de julio de 2009 y pasó a ser el cácher de Wakefield desde agosto. Martínez entrenó atrapando globos de Wakefield pero terminaría jugando de primera base.
Debido a las lesiones de Martínez y Varitek, Boston recontrató a Cash desde los Houston Astros el 1 de julio de 2010 para ser el cácher de Wakefield y también como el titular por las lesiones. Martínez pasó ser el cácher de Wakefield tras la lesión. En 2011 Wakefield inició como relevista y Jarrod Saltalamacchia y Varitek eran los que jugaban. Cuando Wakefield volvió a ser abridor, Saltalamacchia era el titular en los partidos que iniciaba.

## Tras el retiro
En junio de 2012 Wakefield trabajaría para NESN como analista en los partidos de los Red Sox. Continuó en el cargo hasta la temporada 2023.
Wakefield pasó a ser cristiano evangélico en 1990. Se casaría con Stacy Stover en Massachusetts el 9 de noviembre de 2002. Tuvo dos hijos, uno en 2004 y el otro en 2005, y vivió en Satellite Beach, Florida.
En septiembre de 2023 Curt Schilling, excompañero de equipo de Wakefield con los Red Sox, reveló en su podcast que Wakefield tenía cáncer cerebral cuando la esposa de Wakefield estaba batallando contra un cáncer pancreático. Schilling fue muy criticado por sus excompañeros de equipo, familiares y el público en general por publicar esa información sin el permiso de la familia Wakefield. Con el permiso de la familia Wakefield, los Red Sox dieron a conocer la noticia.
El 1 de octubre de 2023 falleció a consecuencia del cáncer cerebral altamente agresivo, en su casa en Massachusetts a los 57 años.